# جورج إيفانز (لاعب كرة السلة)
جورج إيفانز (بالإنجليزية: George Evans)‏ (من مواليد 31 يناير 1971 في بورتسموث، فرجينيا، الولايات المتحدة) لاعب كرة سلة سابق في جامعة جورج ماسون من 1997 إلى 2001. يحتل المركز الأول في تاريخ الفريق الجامعي لكرة السلة في السرقات (218) ومنع التسديدات (211) والثالث في عدد النقاط (1,953) والمتابعات (953) والثالثة عشر في صناعة النقاط (226).
عمل إيفانز في احتياطي الجيش الأمريكي وهو من قدامى المحاربين في حرب الخليج الثانية.

## روابط خارجية
- جورج إيفانز على موقع الدوري الأوروبي لكرة السلة (الإنجليزية)
- جورج إيفانز على موقع كرة السلة الأوروبية.كوم (الإنجليزية)
- جورج إيفانز على موقع كلية كرة السلة في سبورتس رفرنس.كوم (الإنجليزية)
- جورج إيفانز على موقع ريلجم (الإنجليزية)
- جورج إيفانز على موقع بروبوليرز (الإنجليزية)
- جورج إيفانز على موقع سبورتس رفرنس (الإنجليزية)